# 徳島県道23号富岡港線
徳島県道23号富岡港線（とくしまけんどう23ごう とみおかこうせん）は、徳島県阿南市を通る県道（主要地方道）である。

## 概要
阿南市富岡町から領家町、西路見町、福村町などを経由し畭町に至る。沿線には阿南市役所、阿南保健所など官庁舎が集まる。また大型商業施設、製紙会社がある。JR四国・牟岐線と国道55号阿南道路が交差し、市道領家学原線が接続する。すべて2車線である。

### 路線データ
- 起点：徳島県阿南市畭町
- 終点：徳島県阿南市富岡町玉塚（徳島県道130号大林津乃峰線（交点）
- 総距離：4.352 km（平成29年徳島県道路現況調書）

## 歴史
- 1959年1月31日 - 徳島県道70号富岡港線として認定。[要出典]
- 1972年3月10日 - 徳島県道の再編により192号富岡港線として再認定。[要出典]
- 1993年（平成5年）5月11日 - 建設省から、県道富岡港線が富岡港線として主要地方道に指定される[1]。
- 1994年4月1日 - 23号富岡港線となる。[要出典]

## 地理

### 通過する自治体
- 阿南市

### 交差する道路
- 徳島県道285号戎山中林富岡港線（阿南市向原町天羽畭）
- 国道55号 阿南道路（国道195号重複）（阿南市西路見町江川・阿南市西路見町交差点）
- 徳島県道130号大林津乃峰線（阿南市富岡町玉塚、終点）

## ギャラリー

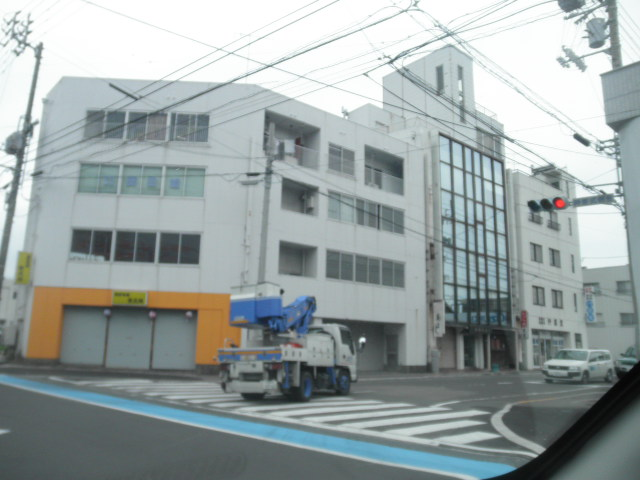
阿南市富岡町字玉塚
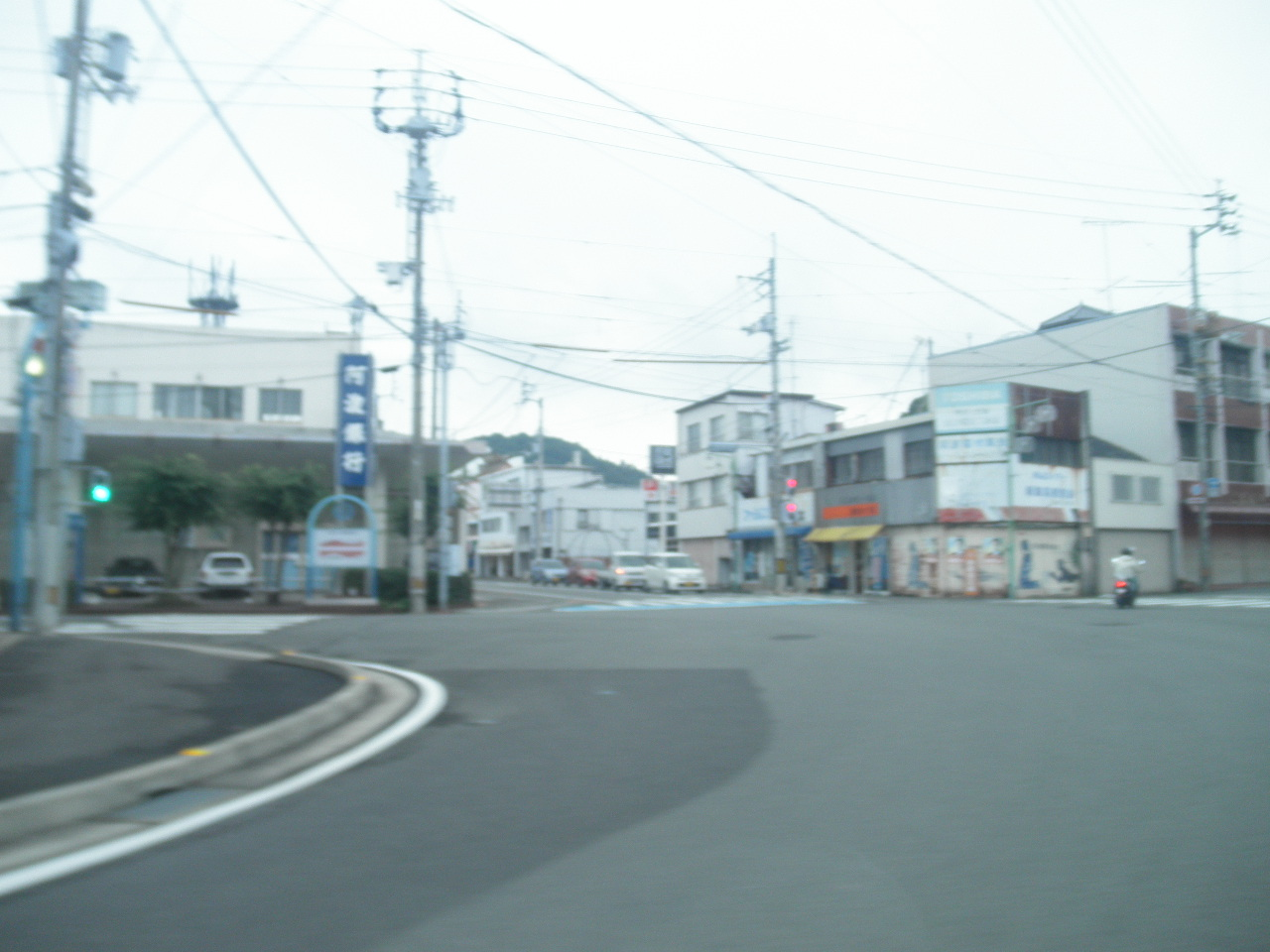
阿南市富岡町字トノ町
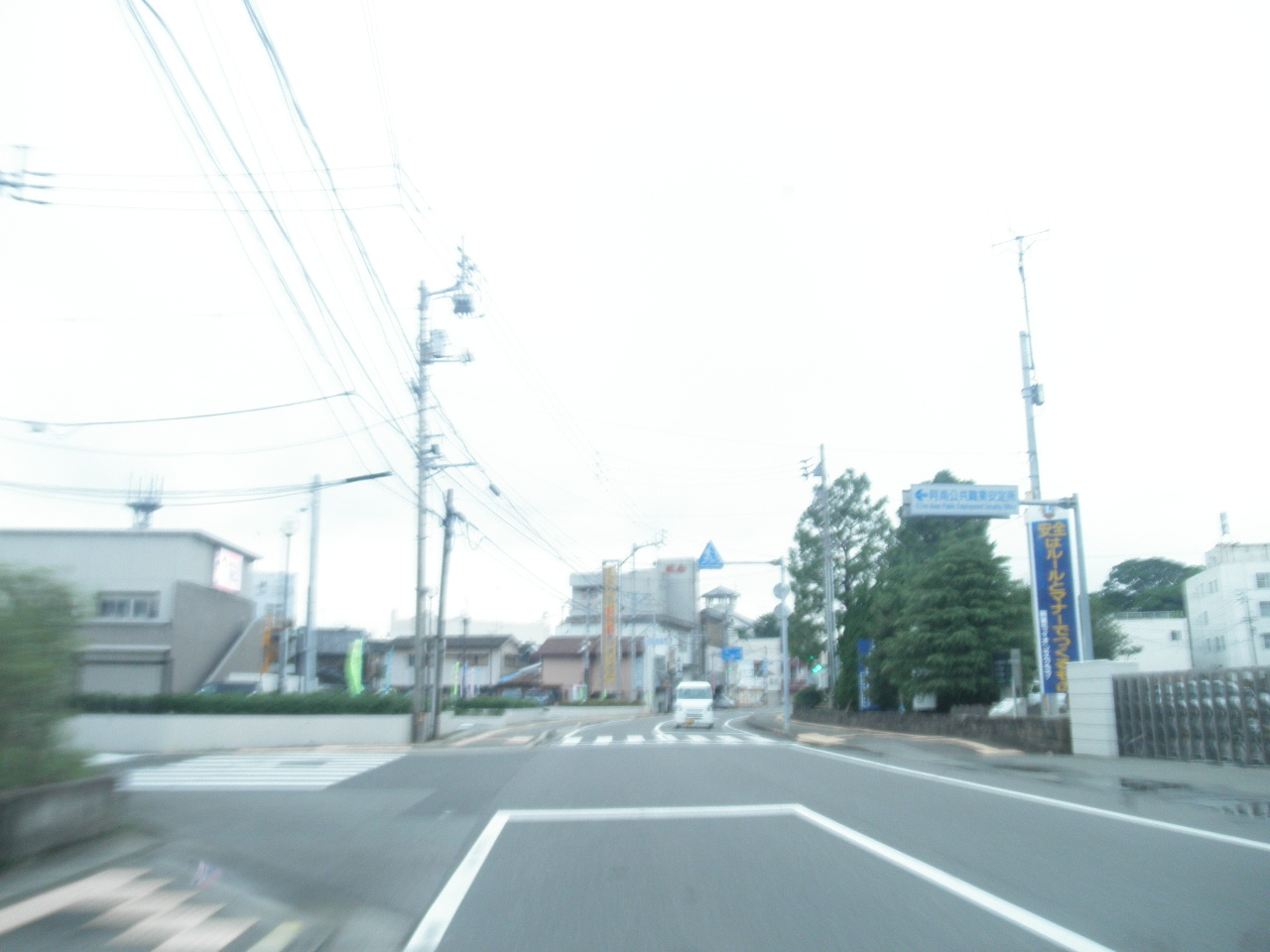
阿南市富岡町字佃町
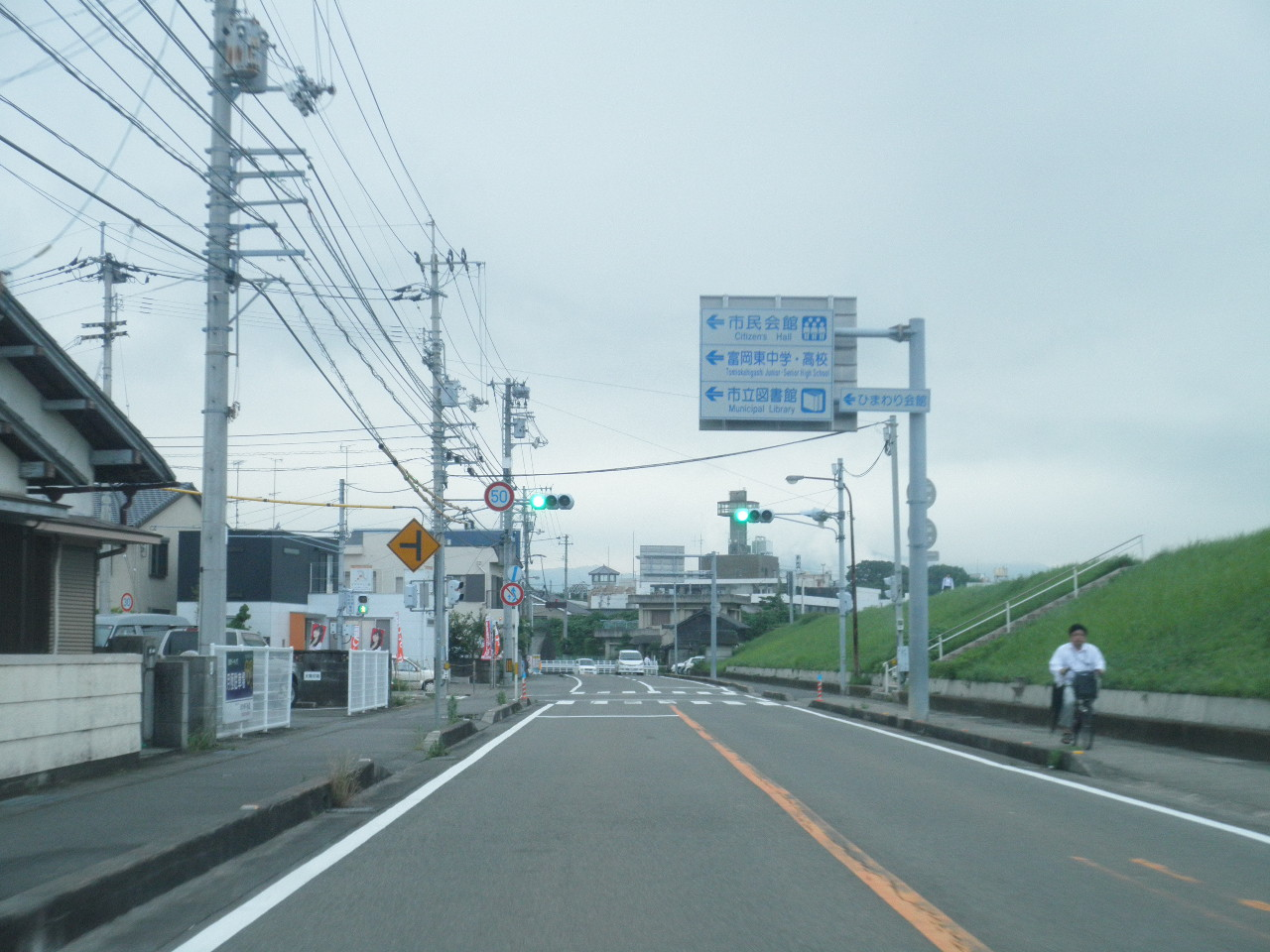
阿南市領家町字本荘ヶ内
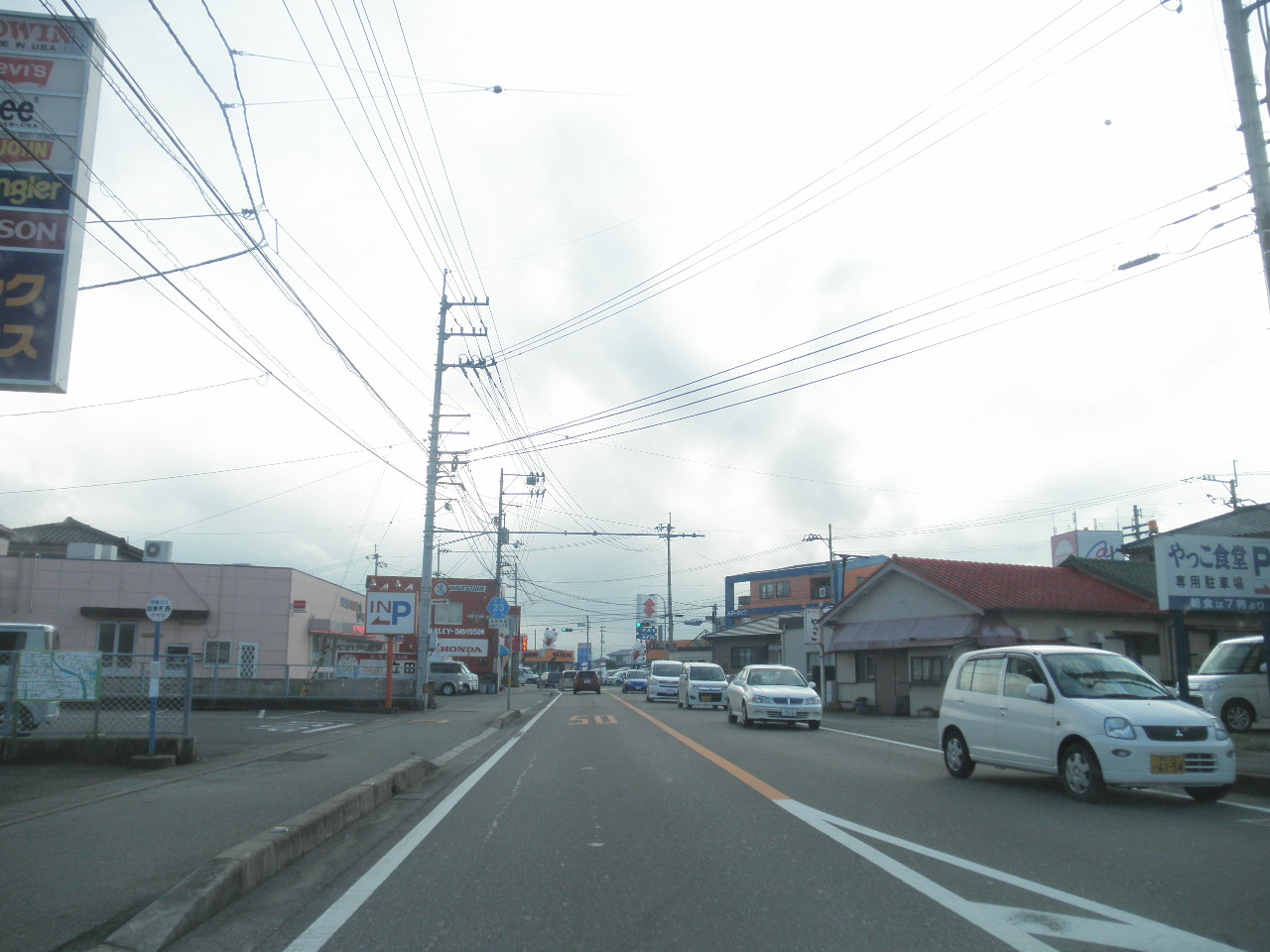
阿南市出来町
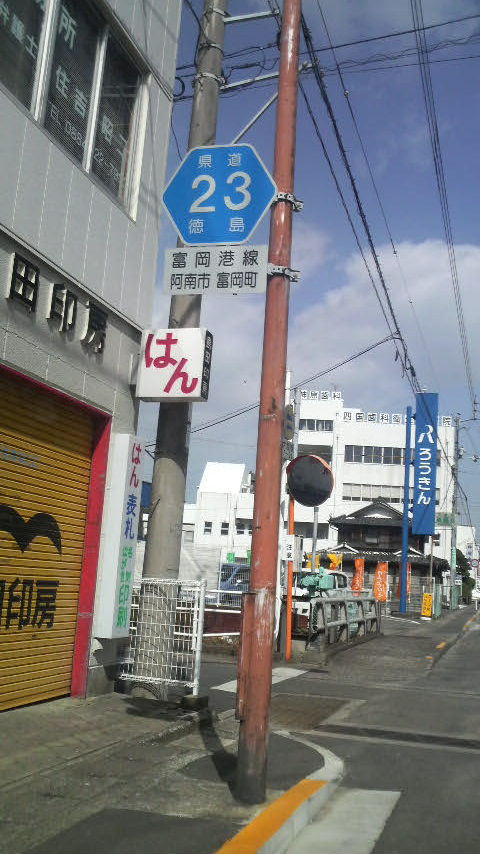
県道標識（阿南市富岡町玉塚）